# ゴルフォ・アランチ
ゴルフォ・アランチ（イタリア語: Golfo Aranci）は、イタリア共和国サルデーニャ自治州サッサリ県にある、人口約2,500人の基礎自治体（コムーネ）。

## 地理

### 位置・広がり

#### 隣接コムーネ
隣接するコムーネは以下の通り。
- オルビア

## 行政

### 分離集落
ゴルフォ・アランチには、以下の分離集落（フラツィオーネ）がある。
- Bados, Marinella, Nodu Pianu, Rudalza